# 迎仙镇
迎仙镇，是中华人民共和国安徽省阜阳市临泉县下辖的一个乡镇级行政单位。

## 行政区划
迎仙镇下辖以下地区：
迎北村、迎南村、钟庄村、郑庄村、南张郢村、郑寨村、秦寨村、韦小庙村、东李郢村、常湾村、蒋庄村、刘集村、李竹园村、常安庄村和邱庄村。